# Das Boot (série télévisée)
Pour les articles homonymes, voir Das Boot.
Das Boot est une série télévisée allemande créée, coécrite et coproduite par Tony Saint (de) et Johannes W. Betz (de). Elle est diffusée depuis le 23 novembre 2018 sur Sky Deutschland.
Cette série télévisée s'inspire librement du film de guerre et grand succès du cinéma allemand Das Boot (Le Bateau), réalisé par Wolfgang Petersen et sorti en 1981. Ces deux œuvres sont des adaptations du roman Le Styx (1973) de Lothar-Günther Buchheim, dans lequel l'auteur s'est basé sur ses missions effectuées en tant que correspondant de guerre à bord de sous-marins (U-Boote) durant la Seconde Guerre mondiale et notamment lors de la bataille de l'Atlantique. Les scénaristes et les producteurs de la série ont également fait le choix de s'inspirer de Die Festung (1995), un autre récit de guerre autobiographique du romancier allemand. Le film éponyme de 1981 comporte plusieurs versions dont une de cinq heures. Celle-ci a été diffusée en 1985 sous le format d'une série de six épisodes à la télévision allemande et en France sur TF1.
La série comporte quatre saisons diffusées en 2018, en 2020, en 2022 et en 2023.

## Synopsis
Dans la première saison, la série met en scène l'équipage de l'U-612, un sous-marin (U-Boot) de la Kriegsmarine basé à La Rochelle, sur la côte atlantique de la France désormais occupée. Les sous-mariniers allemands prennent part aux combats contre la Royal Navy et ses alliés durant les premières semaines de la Bataille de l'Atlantique, pendant laquelle est notamment mise en œuvre la tactique de la meute contre les navires marchands alliés. Leurs actions se déroulent en parallèle de celles que connaissent, à terre, à La Rochelle, les autres protagonistes civils et militaires de la série.
Les aventures de l'U-612 sont fictives (voir l'activité de l'U-Boot 612).
Les saisons suivantes montrent des commandants dirigeant d'autres U-Boote et leurs équipages durant la Bataille de l'Atlantique, tandis qu'en France, l'occupant allemand sème la terreur en traquant des Juifs et en combattant la résistance. L'action se situe également à New York puis à Kiel, dans sa base de sous-marins au nord de l'Allemagne, et à Lisbonne, surnommée la capitale des espions durant la Seconde Guerre mondiale.

### Première saison
Un sous-marin allemand (l'U-Boot 612) appareille de La Rochelle (La Pallice) pour sa première mission de traque de convois de navires marchands alliés dans le golfe de Gascogne. Il est commandé par le jeune capitaine Klaus Hoffmann (Rick Okon), fils d'un amiral de la marine de guerre du Troisième Reich. Le sous-marin croise en pleine mer les naufragés d'un autre sous-marin allemand, commandé par le fantasque Wrangel (Stefan Konarske). Recueilli à bord de l'U-612, Wrangel ne tarde pas à contester le commandement du fragile Hoffmann devant son équipage. Les tensions et les conflits de loyauté deviennent le lot des sous-mariniers de l'U-612.
L'autre partie de l'histoire se déroule à La Rochelle, port d'attache du sous-marin. S'y trouvent le colonel Heinrich Glück, commandant de la flottille de sous-marins basée au port de La Pallice, un groupe de résistants, le responsable local de la Gestapo ainsi que le chef de la police française.
Récemment arrivée à La Rochelle depuis l'Allemagne, Simone Strasser (Vicky Krieps), jeune auxiliaire militaire d'origine alsacienne, est affectée à un poste de secrétaire au Commandement de la base des U-Boote. Elle retrouve son frère Frank qui est membre de l'équipage de l'U-612. Elle est hébergée par Margot Bostal (Fleur Geffrier), une jeune infirmière travaillant à l'hôpital de la ville, hostile aux Allemands. Pourtant toutes deux deviennent amies. Partageant un même sentiment de révolte face à la persécution des Juifs, elles aident une famille à échapper aux rafles en cours. Elles sont soupçonnées par le lieutenant-colonel Hagen Forster (Tom Wlashiha), le chef local de la Gestapo, d'aider l'inspecteur Duval, le chef de la police française. Ce dernier collabore en effet avec l'occupant tout en aidant un groupe de résistants très actifs dans la région. Simone finira par les aider tout en entamant une relation avec le gestapiste Hagen Forster. Le colonel Glück commandant la base sous-marine est pris en otage par la résistance.

### Deuxième saison
En décembre 1942 le très expérimenté commandant de l'U-822, Johannes von Reinhartz (Clemens Schick), reçoit l'ordre de déposer un commando de trois saboteurs, membres de la Gestapo, sur la côte du Maine, dans le nord-est des États-Unis. Von Reinhartz est en proie au doute. Alors que sa sincérité et sa loyauté sont fort justement mises à l'épreuve, le capitaine de corvette Wrangel (Stefan Konarske) reçoit le commandement de l'U-612 avec pour mission de poursuivre l'U-822.
De son côté, l'ancien commandant de l'U-612, Klaus Hoffmann (Rick Okon) vit à New York après avoir échappé à la mort dans l’Atlantique Nord à la suite de sa destitution brutale et de son abandon en mer par Wrangel. Sam Greenwood (Vincent Kartheiser), fils d'un important industriel et homme politique, lui procure un hébergement et le fait passer pour un Suisse. Sam lui présente Berger (Thomas Kretschmann), un avocat louche d'origine allemande, en contact avec un réseau nazi. Ce dernier promet de lui procurer un moyen de rentrer en Allemagne. Greenwood et Hoffmann tombent amoureux de la même femme, Cassandra, chanteuse de jazz afro-américaine. En attendant son départ, Hoffmann travaille pour le compte de Greenwood à la conception d'une arme radar permettant de mieux détecter les sous-marins allemands.
À La Rochelle, la situation est de plus en plus tragique. Margot Bostal fait tout son possible pour éviter à des Juifs d'être embarqués dans un convoi ferroviaire pour le camp de Drancy, sinistre antichambre des camps de la Mort tandis que Simone Strasser paie tragiquement le prix de ses engagements et de sa relation double avec le lieutenant-colonel Hagen Forster. Celui-ci se voit proposer une terrifiante promotion et part pour la Pologne.
Des sous-mariniers allemands de l'U-822 de von Reinhartz parviennent de justesse à débarquer sur une plage déserte du Maine, en Nouvelle-Angleterre. Le cruel Wrangler, qui est parvenu à accomplir la mission initiale de l'U-612, meurt de façon singulière alors que Hoffmann revoit son père en rêve et manque le sous-marin tant espéré pour son retour en Allemagne.

### Troisième saison
Fraîchement sorti de l'école des officiers de la Kriegsmarine, le jeune et inexpérimenté commandant Franz Buchner (Konstantin Gries) se voit confier le commandement du nouveau U-Boot 949, grâce à l'intervention de sa mère, femme influente ayant d'importantes relations au sein du parti nazi.
Manquant d'expérience ainsi que de confiance en lui, consultant compulsivement son carnet de notes, il risque de mettre en danger la vie de tout l'équipage, ce qui n'échappe pas à ses subordonnés gradés. Simultanément à ce conflit interne, le commandant Ehrenberg (Franz Dunda), désormais sobre, est redevenu ingénieur de bord après son retour de France. Il est forcé de reprendre du service embarqué, à la suite d'un procès. Il prend, de fait, le commandement du sous-marin avec l'accord de Buchner et l'assentiment de l'équipage. À Düsseldorf, Pauli et Harry, deux jeunes pickpockets, arrêtés, sont forcés de s'engager comme sous-mariniers, par un policier plutôt bienveillant, afin d'échapper à l'emprisonnement dans un camp de concentration.
Le sous-marin U-949 quitte Kiel d'abord pour combattre dans l'Atlantique Nord, puis pour une mission périlleuse dans l'hémisphère sud. Dès son arrivée dans le secteur de combat, il est pourchassé par un commandant de destroyer de la Royal Navy, basé à Liverpool, qui cherche à venger la mort de son fils, tué en mer par un sous-marin allemand.
Malgré la tension due aux combats, les pensées de Robert Ehrenberg restent à Kiel, où il a développé des sentiments pour Greta (Elisa Schlott), une jeune mère mariée à un soldat désormais infirme et mutique. Toujours à Kiel, la fille de l'Amiral Wilhelm Hoffmann, Hannie (Luise Wolfram) est piégée dans un mariage sans amour avec le commandant Lessing (Florian Panzner), un homme amer et distant émotionnellement. Hannie souffre des contraintes de son statut et des exigences sociales qui l’accompagnent. Lorsqu’elle rencontre le charmant commandant de sous-marin Schulz (Pierre Kiwitt), elle joue avec le feu.
Pendant ce temps-là, sous le climat tempéré du Portugal, protégé par sa neutralité, les exilés, les espions et les criminels d'Europe, et d'ailleurs, se côtoient dans le petit cercle des privilégiés de Lisbonne. Hagen Forster (Tom Wlaschiha) y est dépêché sous une fausse identité pour mener une enquête et découvrir un complot mortel pour voler des lingots d'or. Ces découvertes et les aspects noirs de sa propre histoire consécutifs à son expérience sombre en Pologne, le conduisent à remettre en question ses actions ainsi que sa morale. Ce terrible tourment intérieur survient avec la rencontre d'un personnage dont l'action pourrait améliorer le cours de la guerre. Cet homme, métamorphosé par ses expériences bouleversantes, est le Kapitänleutnant Klaus Hoffmann (Rick Okon).

### Quatrième saison
De retour à Kiel, après un séjour forcé à Lisbonne où il a retrouvé son père, Klaus Hoffmann (Rick Oton) se voit confier le commandement d'un U-Boot en vue d'une mission secrète en Italie. La guerre sous-marine s'intensifie en Méditerranée, tandis qu'un climat d'intrigues se propage à Berlin où la résistance aux nazis augmente, y compris dans les rangs même de la Kriegsmarine.

## Distribution

### Saisons 1 et 2 (2018 et 2020)
- Rick Okon (VF : Valéry Schatz) : Kapitänleutnant Klaus Hoffmann
- Franz Dinda (VF : Eilias Changuel) : Oberleutnant Robert Ehrenberg
- August Wittgenstein (VF : Anatole de Bodinat) : Oberleutnant zur See Karl Tennstedt
- Vicky Krieps (VF : Christèle Billault) : Simone Strasser
- Robert Stadlober (VF : Thierry Gondet) : Heinrich Laudrup
- Leonard Scheicher (VF : Fabrice Trojani) : Oberfunkmaat Frank Strasser
- Rainer Bock (VF : Vincent Violette) : Fregattenkapitän Heinrich Gluck
- Klaus Steinbacher (de) (VF : Jeff Esperansa) : Obermechanikermaat Josef Wolf
- Joachim Foerster (de) (VF : Hugo Lalire) : Elektromaschinenmaat Ralf Grothe
- Tom Wlaschiha (VF : Maurice Decoster) : Commissaire de la Gestapo Hagen Forster
- Clemens Schick : Korvettenkapitän Johannes von Reinhartz
- Vincent Kartheiser (VF : Xavier Béja) : Samuel Greenwood Jr.
- Rochelle Neil : Cassandra Lloyd
- Ernst Stötzner : Admiral Wilhelm Hoffmann
- James D'Arcy : Philip Sinclair
- Thierry Frémont (VF : lui-même) : Inspecteur Pierre Duval
- Lizzy Caplan (VF : Céline Ronté) : Carla Monroe
- Olivier Chantreau (VF : lui-même) : Émile Charpentier
- Philip Birnstiel (de) (VF : Julien Sibre) : Leutnant zur See Benno Schiller (2WO)
- Rafael Gareisen (de) (VF : Jean-Charles Deval) : Mechanikerobergefreiter Max von Haber
- Leon Lukas Blaschke (VF : Tommy Lefort) : Mechanikergast Thorsten Hecker
- Pit Bukowski (VF : Yann Sundberg) : Diesel-Maschinenmaat Pips Lüders
- Stefan Konarske (VF : lui-même) : Korvettenkapitän Ulrich Wrangel
- Leonard Kunz (de) (VF : Tom Boutry) : Bootsmann Günther Maas
- Franz Hartwig (de) : Oberleutnant zur See (LI) Rudi Vogts
- Fleur Geffrier (VF : elle-même) : Margot Bostal
- Clara Ponsot (VF : elle-même) : Nathalie
- Mathieu Barbet : David Goldblatt
- Lou Lambrecht : Ruth Goldblatt
- Jules Pacini : Elias Goldblatt
- James D'Arcy : Philip Sinclair
- Kevin McNally : Samuel Greenwood Sr.
- Finnegan Oldfield (VF : lui-même) : Père Étienne
- Paul Bartel, agent auxiliaire de la Gestapo : Anatole Desjesquier
- Ben Münchow (de) (VF : Simon Bigorgne) : Diesel-Maschinist Lutz Rizenhoff
- Hélène Seuzaret : Jacqueline Rossignol
- Robin Barde (VF : lui-même) : Luc Ruchaud
- Julius Feldmeier (de) (VF : Nicolas Duquenoy) : Obersteuermann Eugen Strelitz
- Marvin Linke (de) (VF : Yohan Lévy) : Funkgast Peter Kraushaar
- Hubert Delattre (VF : lui-même) : Claude Martin
- Pierre Kiwitt : Korvettenkapitän Robert Schultz
- Wolfgang Rauh (de) (VF : Jérémie Graine) : Mechanikergefreiter Matthias Loidl
- Max Schimmelpfennig (de) (VF : Mathias Timsit) : Steuermann Wilhelm Müller
- André Penvern : Georges Charpentier
- Jérémie Covillault (VF : lui-même) : le docteur Morton
- Urbain Cancelier : Père Michel
- Olivier Claverie : le prêtre
- Christian Sinniger : Anglade
- Erick Deshors : Francois Bizhet
- Joyce Bibring : Camille Beziau
- Romain Rouan : résistant français
- Julie Weber : la secrétaire de Hagen Forster
- James McVan : marin de l'US Navy

### Saison 3 (2022)
- Rick Okon (VF : Valéry Schatz) : Kapitänleutnant Klaus Hoffmann
- Franz Dinda (VF : Eilias Changuel) : Oberleutnant Robert Ehrenberg
- Konstantin Gries (de) : Oberleutnant zur See Franz Buchner (VF: Marc Maurille)
- Tom Wlaschiha (VF : Maurice Decoster) : Commissaire de la Gestapo Hagen Forster / Werner Giese
- Alessandro Schuster (de) : Funkgast Pauli Müller
- Yuri Völsch (de) : Bernd Cremer
- André Hennicke : Schröder
- Aniol Kirberg : Steuermann Harry Weidner
- Luise Wolfram : Hannie Hoffmann Lessing
- Ray Stevenson : Commander Jack Swinburne
- Anna Schudt : Bettina Gruber
- Artjom Gilz (de) : Oberleutnant zur See (1WO) Alois Erdmann
- Caolan Byrne : Lieutenant Walsh
- Doug Allen (VF : Bernard Gabay) : Commodore Francombe
- Elisa Schlott : Greta Nussmeier
- Ernst Stötzner : Admiral Wilhelm Hoffmann
- Florian Panzner (de) : Fregattenkapitän Albrecht Lessing
- Fritzi Haberlandt : Ulrike Buchner
- Joana Ribeiro : Inês De Pinã
- Johann von Bülow : Viktor Gruber
- John Schwab : Gardiner
- Joseph Konrad Bundschuh : Leutnant zur See (2WO) Julius Fischer
- Laurids Schürmann (de) : Smut "Willi" Niedermeier
- Leonard Scheicher : Oberfunkmaat Frank Strasser
- Marco D'Almeida (de) : Inspecteur Da Costa
- Michael McElhatton : Deputy Chief Thomas O'Leary
- Pierre Kiwitt : Korvettenkapitän Robert Schulz
- Samuel Valentine : Lieutenant commander David Mercer
- Simon Licht (VF : Christophe Desmottes) : Koch
- Julius Nitschkoff : Meier Johan
- Jo Hartley : Daisy Swinburne
- Trystan Pütter (de) : consul Reinhard Weiss
- Davide Tucci : policier portugais
- Kristofer Kamiyasu : Commodore Hideki Ido
- Yusuke Yamasaki : Aide de camp japonais
- Masahiro Taniguchi : sous-marinier japonais
- Christian Scicluna : le frère d'Inês De Pinã

### Saison 4 (2023)
- Rick Okon : Kapitänleutnant Klaus Hoffmann
- Franz Dinda : Oberleutnant Robert Ehrenberg
- Konstantin Gries : Oberleutnant zur See Franz Buchner
- Florian Panzner : Fregattenkapitän Albrecht Lessing
- Rosalie Thomass : Hannie Hoffmann Lessing
- Pierre Kiwitt : Korvettenkapitän Robert Schulz
- Yuri Völsch : Bernd Cremer
- Alessandro Schuster : Funkgast Pauli Müller
- Artjom Gilz : Oberleutnant zur See (1WO) Alois Erdmann
- Johann von Bülow : Viktor Gruber
- Rainer Bock : Fregattenkapitän Heinrich Gluck
- Ernst Stötzner : Admiral Wilhelm Hoffmann
- Julius Nitschkoff : Meier Johan
- Anna Schudt : Bettina Gruber
- Sascha Geršak : Rahn
- Jakub Horak : Bischof
- Simon Licht
- Leonard Kunz
- Wilson Gonzalez Ochsenknecht
- Lara Mandoki
- Stefan Murr
- Marco Leonardi
- Steffan Rhodri
- Benjamin Dilloway
- Joshua Collins

#### Version française
- - Société de doublage : BTI Studios
  - Direction artistique : Véronique Borgias
  - Adaptation des dialogues : Charlotte Loisier, Catherine Bialais, Bili Redler et Anne Marguinaud

Source VF : Doublage Série Database

## Production
En juin 2015, les sociétés allemandes Bavaria Fictionet Sky Deutschland et américaine Sonar Entertainment ont annoncé la production d'une série télévisée adaptée du film de guerre sous-marine, Das Boot (Le Bateau) du réalisateur allemand Wolfgang Petersen, sorti en 1981. Les compagnies tchèque Stillking Films et maltaise Latina Pictures ont ensuite rejoint la coproduction. Puis en juillet 2016, il a été indiqué qu’il s’agirait d’une suite du film sous la forme d’une série télévisée en huit épisodes, dirigée par le réalisateur autrichien Andreas Prochaska. Moritz Polter, Oliver Vogel, Jan S. Kaiser, Marcus Ammon, Frank Jastfelder et Jenna Santoianni en sont devenus les principaux producteurs exécutifs.
La distribution de la série a été annoncée en septembre 2017. La production a commencé en novembre 2017 et s’est terminée en juillet 2018. Malte, Munich, La Rochelle et Prague ont été choisies pour le tournage de la première saison, qui a débuté le 31 août 2017 et s’est terminé le 20 février 2018. Le budget s'est élevé à 32,8 millions de dollars.
Comme le film original, la série est basée sur le roman Le Styx (1973), récit autobiographique de l'ancien correspondant de guerre et romancier allemand Lothar-Günther Buchheim, mais avec des ajouts provenant d'un autre de ses récits autobiographiques de guerre, Die Festung (1995).
Le sous-marin utilisé durant le tournage est la réplique non-submersible, construite à Malte, figurant un sous-marin de l'US Navy déjà présente dans le film U-571 (2000) de Jonathan Mostow, également tourné à Malte. Des séquences, des décors et des modèles de ce film ont été réutilisés pour d’autres films et téléfilms. La réplique est toujours à flot, amarrée au chantier naval de Cassar, à Marsa, sur la côte orientale de l'île de Malte. Une plate-forme spéciale a été construite pour la production par une équipe d’armurerie maltaise, qui a permis au canon anti-aérien du sous-marin de tirer et de reculer, quelque chose qui n’avait pas été fait auparavant avec un canon à blanc.

### Tournage
Les scènes en milieu clos ayant pour décor l'intérieur du sous-marin ont été filmées en studio dans les studios de Bavaria, situés à Geiselgasteig, près de Munich en Bavière. Bon nombre de scènes sont tournées en décors naturels, notamment dans le centre-ville de La Rochelle, son agglomération (à Esnandes et dans le village de Marsilly), dans l'ancienne base marine de La Pallice et à l'Île de Ré.
Le tournage de la saison 2 s'est déroulé à La Rochelle et à l'île de Ré entre le 11 et 29 mars 2019 mais aussi dans le Marais poitevin à Marans et Arçais.
Le tournage de la saison 3 commence à Malte en mars 2021, en particulier dans les Malta Film Studios, situés sur la côte orientale de l'île à Il-Kalkara. Les scènes d'extérieur ayant pour cadre les villes allemandes de Kiel et Düsseldorf ainsi que Lisbonne ont été réalisées respectivement à Prague et à La Valette.
Le tournage de la saison 4 a eu lieu à Prague et à Malte entre juin et la mi-septembre 2022, en allemand, anglais et italien.

### Musique
Pour le thème d’ouverture, le compositeur allemand Matthias Weber intègre des parties de la mélodie composée par son compatriote Klaus Doldinger pour le film Das Boot (1981), mais ajoute "un thème de piano simple" et "une impulsion de basse sous-jacente". Pour le reste de la partition, Weber utilise principalement les nouveaux sons du continuum à touches, qui est également conforme à l'utilisation par Doldinger des sons de la musique électronique et expérimentale des années 1980.

## Diffusion
La série est diffusée sur Sky Deutschland depuis le 23 novembre 2018. La ZDF en a fait l'acquisition pour une diffusion en clair.
Au Québec, elle est disponible depuis le 27 mars 2019 sur ICI TOU.TV, au Canada anglophone depuis le 7 juin 2019 par CBC Gem, aux États-Unis depuis le 17 juin 2019 sur Hulu, et en France (en VOSTFr) depuis le 19 juillet 2019 sur le service de streaming Lionsgate+ (anciennement StarzPlay.
Toutefois la saison 4 de la série sera pas diffusée sur la plateforme à la suite de l'annonce en novembre 2022 de la fin de la présence de Lionsgate+ en France et dans d'autres pays européens le 31 mars 2023.
Elle est également diffusée en France par Paris Première (en VF) depuis le 14 novembre 2021 et sur Prime Video (en VF).

## Fiche technique
- Titre : Das Boot
- Création : Tony Saint et Johannes W. Betz[1].
- Scénaristes : Tony Saint, Johannes W. Betz, Benedikt Röskau, Laura Grace et Simon Allen (saison 1). Colin Teevan, Tim Loane, Laura Grace et Matthias Glasner (saison 2). Colin Teevan, Tim Loane et Judith Angerbauer (saisons 3 et 4)[1].
- Réalisation : Andreas Prochaska (saison 1), Matthias Glasner et Rick Ostermann (saison 2), Hans Steinbichler et Dennis Gansel (saison 3), Dennis Gansel (saison 4)[1].
- Directeurs de la photographie : David Luther et Philipp Blaubach (saisons 1 et 2), Armin Franzen et David Higgs (saison 3), Carlo Jelavic (saison 4)[1].
- Producteurs exécutifs : Moritz Polter, Oliver Vogel, Jan S. Kaiser, Marcus Ammon, Frank Jastfelder et Jenna Santoianni[1].
- Sociétés de production : Bavaria Fiction, Sky Deutschland, Sonar Entertainment, Stillking Films et Latina Pictures.
- Décors : Nick Palmer (saisons 1,2 et 3), Petra Albert (saison 4)[1].
- Création des costumes : Françoise Bourrec alias Chattoune (saisons 1 à 4)[12].
- Musique : Matthias Weber[13].
- Pays d'origine :  Allemagne.
- Langues originale : allemand, anglais, français, portugais, japonais et italien.

 Sauf indication contraire, les informations mentionnées dans cette section peuvent être confirmées par les bases de données cinématographiques IMDb et Allociné,  présentes dans la section « Liens externes ».

## Épisodes

### Première saison (2018)
L'intrigue a pour cadre l'Atlantique Nord, la ville de La Rochelle, la base sous-marine de La Pallice et la campagne charentaise.
1. Nouveau départ (Neue Wege)
2. Mission secrète (Geheime Missionen)
3. Victimes (Verluste)
4. Doute (Zweifel)
5. Loyauté (Loyalität)
6. Contre la montre (Gegen die Zeit)
7. Maudit (Verdammt)
8. L'heure du jugement (Abrechnung)

### Deuxième saison (2020)
La saison 2 est annoncée en décembre 2018 pour une diffusion à partir du 24 avril 2020. L'action se déroule dans l'Atlantique Nord, à La Rochelle, dans la base sous-marine de La Pallice, en Charente ainsi qu'à New York et sur la côte du Maine (nord-est des États-Unis).
1. Stratégies de survie (Überlebensstrategien)
2. Alliances difficiles (Unbequeme Allianzen)
3. Sabotage (Sabotage)
4. Les dés sont jetés (Die Würfel sind gefallen)
5. Rivalité navale (Befehl zum Töten)
6. Trahisons (Letzte Entscheidungen)
7. Coude à coude (Kopf an Kopf)
8. De l'autre côté (Auf der anderen Seite)

### Troisième saison (2022)
La troisième saison est composée de dix épisodes. L'intrigue se déroule dans le nord puis le sud de l'Atlantique, à Liverpool en Angleterre, à Düsseldorf et Kiel (Allemagne) ainsi qu'à Lisbonne (Portugal).
1. Secondes chances (Eine zweite chance)
2. Nouveaux ordres (Neue befehle)
3. La roue tourne (Das blatt wendet sich)
4. La guerre par d'autres moyens (Krieg mit anderen mitteln)
5. Dans les profondeurs (In die tiefe)
6. Maintenir la pression (Eingekesselt)
7. L'ennemi de mon ennemi (Der feind meines feindes)
8. L'or des fous (Narrengold)
9. Le psaume des marins (Der seemannspsalm)
10. Un vrai sous-marinier (Ein richtiger u-boot-mann)

### Quatrième saison (2023)
Le tournage de la quatrième saison commence en juin 2022 et s'achève en septembre 2022. Celle-ci comporte six épisodes.
L'action a pour cadre la ville de Kiel et sa base sous-marine, Berlin (Allemagne), Naples (Italie) et la Méditerranée occidentale. Elle est diffusée du 23 septembre au 7 octobre 2023.
1. Ein deutscher Held
2. Ziel erfasst
3. Hüter meines Bruders
4. Frontlinien
5. Punkt ohne Wiederkehr
6. Nichts Persönliches

## Distinctions
Sauf indication contraire, les informations mentionnées dans cette section peuvent être confirmées par la base de données cinématographiques IMDb,  présente dans la section « Liens externes ».

### Récompenses
- Prix Blauer Panther de la télévision bavaroise 2021
  - Meilleur acteur: Rainer Bock pour le rôle du Fregattenkapitän Heinrich Gluck
- Prix Blauer Panther (de) de la télévision bavaroise 2019[16]
  - Prix spécial du jury pour le réalisateur Andreas Prochaska, les producteurs Oliver Vogel de Bavaria Film et Marcus Ammon de Sky Deutschland[16]
  - Meilleure actrice: Vicky Krieps
- Prix de la télévision allemande 2019
  - Meilleure actrice: Vicky Krieps
- Prix Romy de la télévision autrichienne 2019
  - Prix du jury[17]
- Festival de télévision de Monte-Carlo 2019
  - Nymphe d’or de la meilleure actrice dans une série dramatique: Vicky Krieps

### Nominations
- Jupiter Awards 2022
  - Meilleur acteur dans une série allemande : Tom Wlaschiha
  - Meilleure série allemande
- American Society of Cinematographers, (ASC), 2020
  - Prix de la réalisation cinématographique exceptionnelle dans un épisode d’une série pour la télévision non commerciale : David Luther pour l'épisode: "Das Boot: Contre la montre (Gegen die Zeit)" (2018).
- American Society of Cinematographers, (ASC), 2019
  - Prix ASC de la meilleure série non-commerciale
- Prix de la télévision allemande 2019
  - Meilleur acteur: Tom Wlaschiha
  - Meilleure série
  - Meilleure réalisation pour une mini-série: Andreas Prochaska
  - Meilleur scénario: Tony Saint et Johannes W. Betz
  - Meilleure musique: Matthias Weber
  - Meilleur photographie: David Luther
  - Meilleure production et/ou conception de costumes: Chattoune et Nick Palmer
- Prix 2019 Blauer Panther de la télévision bavaroise
  - Meilleur acteur: Tom Wlaschiha
- Festival de télévision de Monte-Carlo 2019
  - Nymphe d'or du meilleur acteur dans une série dramatique: Tom Wlaschiha
  - Nymphe d'or de la meilleure série dramatique